# Gabriel Silva
Gabriel Silva Luján (Barranquilla, 5 de octubre de 1957) es un politólogo y político colombiano, que se desempeñó como Ministro de Defensa de ese país y Embajador en Estados Unidos.

## Biografía
Nacido en Barranquilla en diciembre de 1958, es bachiller del Colegio San Carlos de Bogotá. Politólogo con especialización en economía de la Universidad de los Andes de Bogotá. También cursó estudios de postgrado en Economía y Relaciones Internacionales en el School of Advanced International Studies de Johns Hopkins University, en Washington D.C.
Comenzó su carrera en el sector público como asesor de Asuntos Políticos y Seguridad del expresidente Virgilio Barco Vargas (1986-1990). Posteriormente, César Gaviria lo nombró consejero de Asuntos Internacionales (1990-1993) y fue el responsable de orientar la diplomacia presidencial, coordinar las relaciones con Estados Unidos y participar en la formulación de la política de lucha contra el terrorismo y el narcotráfico.
En 1993, Silva fue designado embajador de Colombia en Estados Unidos también por el presidente Gaviria y le correspondió poner en marcha el Acta de Preferencias Arancelarias Andinas (ATPA), que pasó luego a ser la ley conocida como ATPDEA, todavía hoy vigente. Además como embajador también coordinó la cooperación militar con Estados Unidos.
Al dejar su cargo diplomático en Washington, ingresó a la Organización de Estados Americanos (OEA) como asesor especial del secretario general del organismo. En julio de 2002, asumió como gerente general de la Federación Nacional de Cafeteros de Colombia, donde se mantuvo durante siete años logrado importantes beneficios y mejor calidad de vida para las más de 1 millón de familias cafeteras, además de liderar el posicionamiento nacional e internacional de la marca Juan Valdez y del café colombiano en el mundo.
Bajo el presidente Andrés Pastrana fue miembro de la Comisión que analizó la crisis cafetera y propuso caminos de acción. Fue su primera aproximación de fondo al tema cafetero.
Fue nombrado Ministro de Defensa de Colombia en agosto de 2009, tras que el anterior ministro, Juan Manuel Santos, renunciara. Como ministro, continuó la política establecida por la política de seguridad democrática del presidente Uribe asestando golpes al terrorismo como la Operación Camaleón en julio de 2010. Así mismo, logró varios reconocimientos y conmemoraciones por diferentes países como Estados Unidos, Japón y Perú, entre estos el prestigioso premio Hijo del sol naciente.
En 2010, el entonces presidente electo Juan Manuel Santos, lo nombró como Embajador de Colombia ante el gobierno de los Estados Unidos, cargo que ostentó hasta 2012.

### Polémica
Gabriel Silva es mencionado en el escándalo de corrupción de los "papeles del Paraíso".